# Speloncato
Speloncato é uma comuna francesa na região administrativa de Córsega, no departamento da Alta Córsega. Estende-se por uma área de 17,67 km². 